# Ptéléa (hamadryade)
 (septembre 2015).
Si vous disposez d'ouvrages ou d'articles de référence ou si vous connaissez des sites web de qualité traitant du thème abordé ici, merci de compléter l'article en donnant les références utiles à sa vérifiabilité et en les liant à la section « Notes et références ».
Dans la mythologie grecque, Ptélée ou Ptéléa (en grec ancien Πτελεα) est une hamadryade, c'est-à-dire à la fois une nymphe et une dryade liée à un seul arbre, destinée à mourir avec lui s’il est abattu. Elle et ses sœurs envoutaient les humains et non-humains d'un regard.

## Famille
Ptélée est l'une des huit filles de l'esprit de la forêt Oxylos (de la forêt) et d'Hamadryas (avec l'arbre) qui habitaient le mont Œta, en Phthiotide. 
Chacune des sœurs est liée à un type particulier d'arbre :
- Aigeiros "Αιγειρος " était la nymphe du peuplier noir (Populus nigra) ;
- Ampelos "Αμπελος " la nymphe de la vigne (Vitis silvestris), celle de la bryone noire (Tamus communis) et du fucus (Fucus volubilis) ;
- Balanis "Βαλανος" la nymphe des arbres portant des glands (Exemple : Quercus : chênes) ;
- Karya "Καρυα" la nymphe de la noix, à la fois le noisetier commun (Corylus avellana) et le noyer commun (Juglans regia), et peut-être aussi la châtaigne (Castanea vesca) ;
- Kraneia "Κρανεια" la nymphe du cornouiller mâle (Cornus mas) ;
- Morea "Μορεα" la nymphe du mûrier (Morus nigra) ou de l'olivier sauvage ;
- Syke "Συκη" est la nymphe du figuier (Ficus carica) ;
- Enfin, Ptélée "Πτελεα" elle-même, la nymphe de l'orme européen (Ulmus glabra).